# 失眠书
《失眠书》是谭维维演唱的一首POP music，收录于专辑《春生》中，由尹约作词，钱雷作曲，发行于2017年5月15日。

## 创作者
以下内容整理自虾米音乐
所属专辑：春生
作词：尹约
作曲：钱雷
厂牌：天浩盛世

## MV发布
2017年6月16日，歌曲MV上线，MV以手绘动画为创作蓝本。